# Amazon Aurora
Amazon Aurora là một dịch vụ cơ sở dữ liệu quan hệ được lưu trữ được phát triển và cung cấp bởi Amazon kể từ tháng 10 năm 2014. Aurora có sẵn như là một phần của Dịch vụ cơ sở dữ liệu quan hệ Amazon (RDS). Mặc dù là công nghệ độc quyền, nó cung cấp dịch vụ tương thích MySQL kể từ khi phát hành và tương thích PostgreQuery kể từ tháng 10 năm 2017  và cũng có thể dừng và bắt đầu Aurora Cl cluster kể từ tháng 9 năm 2018 . Kể từ tháng 8 năm 2018, Amazon cũng cung cấp phiên bản AWS Aurora không có máy chủ.

## Các tính năng chính
Aurora không yêu cầu người dùng cung cấp lưu trữ cơ sở dữ liệu, vì nó tự động phân bổ dung lượng theo mức tăng 10 gigabyte, khi cần, tối đa là 64 terabyte. Aurora cung cấp tự động sao chép sáu chiều các khối 10 gigabyte đó trên nhiều vị trí để cải thiện tính khả dụng và khả năng chịu lỗi. Aurora cũng cung cấp cho người dùng các số liệu hiệu suất toàn diện hơn, chẳng hạn như thông lượng truy vấn và độ trễ, so với các công cụ cơ sở dữ liệu RDS khác., kể từ tháng 8 năm 2017 cũng cung cấp tính năng nhân bản cơ sở dữ liệu nhanh .

## Hạn chế tương thích với MySQL
Amazon đã thiết kế Aurora tương thích với MySQL, nghĩa là các công cụ truy vấn hoặc quản lý cơ sở dữ liệu MySQL (như máy khách dòng lệnh mysql và giao diện người dùng đồ họa MySQL Workbench) cũng hoạt động với cơ sở dữ liệu Amazon Aurora. Tuy nhiên, không phải tất cả các tùy chọn và tính năng của MySQL đều có sẵn: kể từ tháng 9 năm 2016, Amazon Aurora tương thích với hai phiên bản MySQL (5.6, 5.7) và chỉ hỗ trợ InnoDB làm công cụ lưu trữ.

### Hiệu suất
Amazon tuyên bố cải thiện hiệu suất gấp năm lần so với các bài kiểm tra điểm chuẩn trên MySQL trên cùng một phần cứng, do "tích hợp chặt chẽ công cụ cơ sở dữ liệu với lớp lưu trữ ảo hóa dựa trên SSD được xây dựng nhằm mục đích tải công việc cơ sở dữ liệu, giảm ghi vào hệ thống lưu trữ, giảm thiểu tranh chấp khóa và loại bỏ sự chậm trễ được tạo bởi các luồng xử lý cơ sở dữ liệu ". Các thử nghiệm độc lập khác đã chỉ ra rằng Aurora hoạt động tốt hơn so với các công nghệ cạnh tranh trên một số, nhưng không phải tất cả, kết hợp khối lượng công việc và loại của instance.